# Gumpp
Gumpp war eine bedeutende Familie von Baumeistern, Tischlern, Malern und Kupferstechern des 16. bis 18. Jahrhunderts in Tirol. Das Gumpphaus in der Kiebachgasse in der Innsbrucker Altstadt war das Wohnhaus der Familie. 
Zu den bekannten Mitgliedern der Familie Gumpp gehören:
- Christoph Gumpp der Jüngere (1600–1672), Hoftischler und Hofbaumeister
- Georg Anton Gumpp (1682–1754), Architekt
- Ignatius Gumpp (1691–1763), Benediktiner, Theologe, Prior, Propst und Geschichtsschreiber
- Johann Anton Gumpp (1654–1719), Maler
- Johann Martin Gumpp der Ältere (1643–1729), Architekt
- Johann Martin Gumpp der Jüngere (1686–1765), Architekt
- Johannes Gumpp (1626, 1646), Maler